# Aeropuerto Internacional Abel Santamaría
El Aeropuerto Internacional Abel Santamaria (IATA: SNU, OACI: MUSC) es un aeropuerto que sirve a Santa Clara, capital de la provincia de Villa Clara, en Cuba. Este aeropuerto fue nombrado en honor a Abel Santamaría, militar político de la Revolución Cubana. Es un aeropuerto en pleno crecimiento, la rapidez y calidad en sus servicios lo caracteriza siendo uno de los más eficientes del país. El ritmo de vuelos desde y hacia este aeropuerto aumenta cada vez más debido a su excelente ubicación geográfica en el centro del país.

## Aerolíneas y destinos

### Aerolíneas
| Aerolíneas        | Destinos                                              |
| ----------------- | ----------------------------------------------------- |
| Air Canada Rouge  | Estacional: Toronto–Pearson                           |
| Air Transat       | Montreal–Trudeau, Toronto–Pearson Estacional: Halifax |
| American Airlines | Miami                                                 |
| Copa Airlines     | Ciudad de Panamá–Tocumen                              |
| Iberojet          | Estacional: Madrid                                    |
| WestJet           | Estacional: Montreal–Trudeau, Toronto–Pearson         |

### Destinos internacionales
Se ofrece servicio a 6 destinos internacionales (2 estacionales), a cargo de 6 aerolíneas.

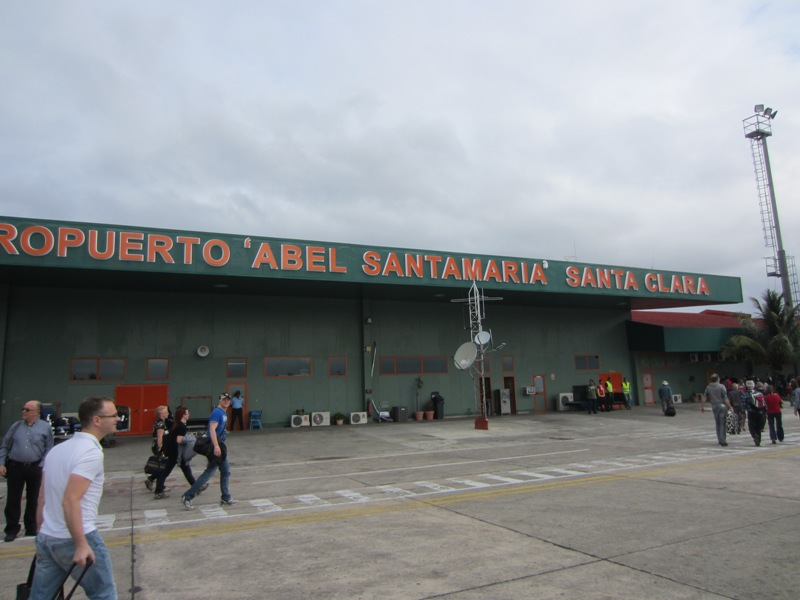
Lado aire del aeropuerto.

| Ciudades por países                                        | Nombre del aeropuerto                           | Aerolíneas                                                         |
| Norteamérica                                               | Norteamérica                                    | Norteamérica                                                       |
| ---------------------------------------------------------- | ----------------------------------------------- | ------------------------------------------------------------------ |
| Canadá (3 destinos [1 estacional], 3 aerolíneas)           |                                                 |                                                                    |
| Halifax                                                    | Aeropuerto Internacional de Halifax-Stanfield   | Air Transat (Estacional)                                           |
| Montreal                                                   | Aeropuerto Internacional Pierre Elliott Trudeau | Air Transat / WestJet (Estacional)                                 |
| Toronto                                                    | Aeropuerto Internacional Toronto Pearson        | Air Canada Rouge (Estacional) / Air Transat / WestJet (Estacional) |
| Estados Unidos (1 destino, 1 aerolínea)                    |                                                 |                                                                    |
| Miami                                                      | Aeropuerto Internacional de Miami               | American Airlines                                                  |
| Centroamérica                                              |                                                 |                                                                    |
| Panamá (1 destino, 1 aerolínea)                            |                                                 |                                                                    |
| Ciudad de Panamá                                           | Aeropuerto Internacional de Tocumen             | Copa Airlines                                                      |
| Europa                                                     |                                                 |                                                                    |
| España (1 destino [estacional], 1 aerolínea)               |                                                 |                                                                    |
| Madrid                                                     | Aeropuerto Adolfo Suárez Madrid-Barajas         | Iberojet (Estacional)                                              |
| Total: 6 destinos (2 estacionales), 4 países, 6 aerolíneas |                                                 |                                                                    |